# 적선 (전한)
적선(翟宣, ? ~ 7년)은 전한 말기의 관료로, 자는 소백(少伯)이며 여남군 상채현(上蔡縣) 사람이다. 승상 적방진의 아들이자 동군태수 적의의 형이다.

## 생애
경전에 밝고 행실이 발랐고, 관도위(關都尉)·남군태수를 역임하였다. 용릉후 유창이 왕망에게 대항해 세력을 키우려고 해 그의 아들 유지에게 딸을 시집보냈다.
거섭 2년(7년), 동생 적의가 왕망 타도를 내걸고 반란을 일으켰다. 반란은 진압되었고, 적선과 유지에게 시집간 딸 또한 연좌되어 주살되었다.

## 출전
- 반고, 《한서》 권18 외척은택후표·권84 적방진전
- 범엽, 《후한서》 권14 종실사왕삼후열전 중 성양공왕

| 선대 아버지 고릉공후 적방진 | 전한의 고릉후 기원전 7년 ~ 기원후 7년 | 후대 (봉국 폐지) |